# 1714
1714 (MDCCXIV) a fost un an obișnuit al calendarului gregorian, care a început într-o zi de duminică.

## Nașteri
- 8 martie: Carl Philipp Emanuel Bach, compozitor german (d. 1788)
- 6 iunie: Iosif I al Portugaliei, rege al Portugaliei (d. 1777)
- 2 iulie: Christoph Willibald Gluck, compozitor de operă german (d. 1787)

### Nedatate
- februarie: Susannah Maria Arne, actriță și cântăreață engleză (d. 1766)

## Decese
- 15 august: Constantin Brâncoveanu, 60 ani, domnul Țării Românești (n. 1654)